# اسپن سندبرگ
اِسپن سَندبِرگ (نروژی: Espen Sandberg؛ زادهٔ ۲ ژوئن ۱۹۷۱) کارگردان اهل کشور نروژ است. وی عمدتاً با کارگردانی به نام یواخیم رانینگ که از کودکی با وی دوست است، کار می‌کند. وی از سال ۲۰۰۶ میلادی تاکنون مشغول فعالیت بوده‌است.

## قسمتی از فیلمشناسی
- باندیداس
- مارکو پولو (مجموعه تلویزیونی)
- دزدان دریایی کارائیب: مردان مرده هیچ داستانی نمی‌گویند